# Technisches Gymnasium Profil Technik und Management
Technik und Management ist ein Profil der Technischen Gymnasien in Baden-Württemberg, abgekürzt TGTM. Das Profil wird vom Schüler beim Eintritt in diese Schulform gewählt. Das gewählte Profil bestimmt über die gesamten drei bzw. sechs Jahre die gelehrten Inhalte. Das Profil Technik und Management wird nach drei Jahren abgeschlossen. Es werden interdisziplinär technische und betriebswirtschaftliche Inhalte vermittelt.
Des Weiteren bestimmt das Profil ein Hauptfach der Abiturprüfung.

## Entstehung des Profils
Ende 2004 begann die Konzeption des Profils. Mit dem Schuljahr 2005/2006 wurden die Eingangsklassen im Rahmen eines Schulversuchs der beteiligten Schulen in Nagold, Friedrichshafen, Offenburg und Heilbronn eröffnet. 2008 wurde die erste Abiturprüfung im Profil Technik und Management geschrieben. Nach einer Überarbeitung des im Schulversuch genutzten Lehrplans konnte 2011 das Konzept in den Regelbetrieb überführt werden. Seitdem wird das Profilmodell erfolgreich an weiteren Standorten angeboten.
Seit dem Schuljahr 2021/2022 wird nach dem überarbeiteten und angepassten Lehrplan unterrichtet.

## Gründe für die Schaffung
Ziel der interdisziplinären Ausbildung ist die Verknüpfung der gelehrten Inhalte des Wirtschaftsgymnasium und des Technischen Gymnasium. Die Ausrichtung der Ausbildung gleicht dem Wirtschaftsingenieursstudiengang.
Eine Tosca Studie aus 2003 schreibt „den Technischen Gymnasien eine besondere Eignung zur Ausschöpfung von Bildungsreserven zu.“ Die Verbindung von Technik und Management sei „ein Beitrag zur Förderung des Ingenieurnachwuchses, indem fundierte Grundlagen der Technik und der Wirtschaft vermittelt werden.“
„Die Arbeitsplätze für Akademiker seien in zunehmendem Maße mit der Erfüllung betriebswirtschaftlicher Vorgaben verbunden.“
Im Unterricht des Profilfaches Technik und Management machen die Schülerinnen und Schüler Erfahrungen, gewinnen Einsichten und erwerben Fähigkeiten und Kompetenzen, die ihnen die Denk- und Arbeitsweisen der Technik, verknüpft mit wirtschaftswissenschaftlichen Grundlagen anschaulich erschließen und vertiefen.
Die Arbeitswelt der Zukunft erwartet ein hohes Maß an Flexibilität und vernetztem Denken. Unternehmerischer Erfolg setzt nicht nur das Beherrschen technischer Lösungen voraus, sondern auch wirtschaftliche Handlungskompetenz, um bei komplexen Problemstellungen erfolgreiche Entscheidungen treffen zu können.

## Inhalte

### Aufteilung der Fachrichtungen
Die Stundenverteilung in der Wochenplanung auf die einzelnen Fächer sieht wie folgt aus.
- 4 Wochen-Stunden Technik
- 2 Wochen-Stunden Management

Das Profil Technik und Management ist dem Aufgabenfeld III (technisch-mathematisch-naturwissenschaftlich) zugeordnet und muss der von der Kultusministerkonferenz definierten Einheitlichen Prüfungsanforderungen der Abiturprüfung (EPA) genügen. Diese verlangt die inhaltliche Verteilung der Lehrplans von 2/3 Technik zu 1/3 BWL.
Bemerkenswert ist, dass wesentliche Inhalte des Faches Informationstechnik (2 Wochen-Stunden) als erweiterter Technik-Unterricht gesehen werden können. Hierbei handelt es sich insbesondere um 
- Modellierung in der technischen Kommunikation mit 3D-CAD,
- Baugruppenerstellung mit 3D-CAD und
- Grundlagen der Verbindungsprogrammierten Steuerung (VPS), welche Simulationen mit pneumatischen Steuerungen beinhaltet.[5]

### Lehrplaninhalte
Seit dem Schuljahr 2021/2022 wird nach dem neuen, überarbeiteten Lehrplan unterrichtet:
|                  | Technik                                                            | Management                                             |
| ---------------- | ------------------------------------------------------------------ | ------------------------------------------------------ |
| Eingangsklasse   | Technische Kommunikation Werkstoffe Fertigungstechnik Laborübungen | Vertragsrecht Lagerhaltung Fertigung Rechnungswesen    |
| Jahrgangsstufe 1 | CNC-Technik Steuerungstechnik Statik 1 Laborübungen                | Kosten- und Leistungsrechnung Investition Finanzierung |
| Jahrgangsstufe 2 | Statik 2 Festigkeitslehre Getriebe Laborübungen Wahlthema          | Unternehmung Arbeits- und Sozialrecht Wahlthema        |

### Perspektiven
Das Technische Gymnasium wird, sofern ausreichende Kenntnisse in 2 Fremdsprachen nachgewiesen werden, mit einer Allgemeinen Hochschulreife (Abitur) abgeschlossen und ermöglicht somit den Zugang eines Studiums Fachhochschulen und Universitäten sowie zu einer Berufsausbildung. Durch die Vorkenntnisse aus dem Profilunterricht haben die Absolventen in technischen und wirtschaftlichen Studiengängen besonders in den ersten beiden Semestern Vorteile.

## Standorte
In Baden-Württemberg befinden sich im März 2025 insgesamt 46 Technische Gymnasien des Profils Technik und Management.